# István (enfant sauvage)

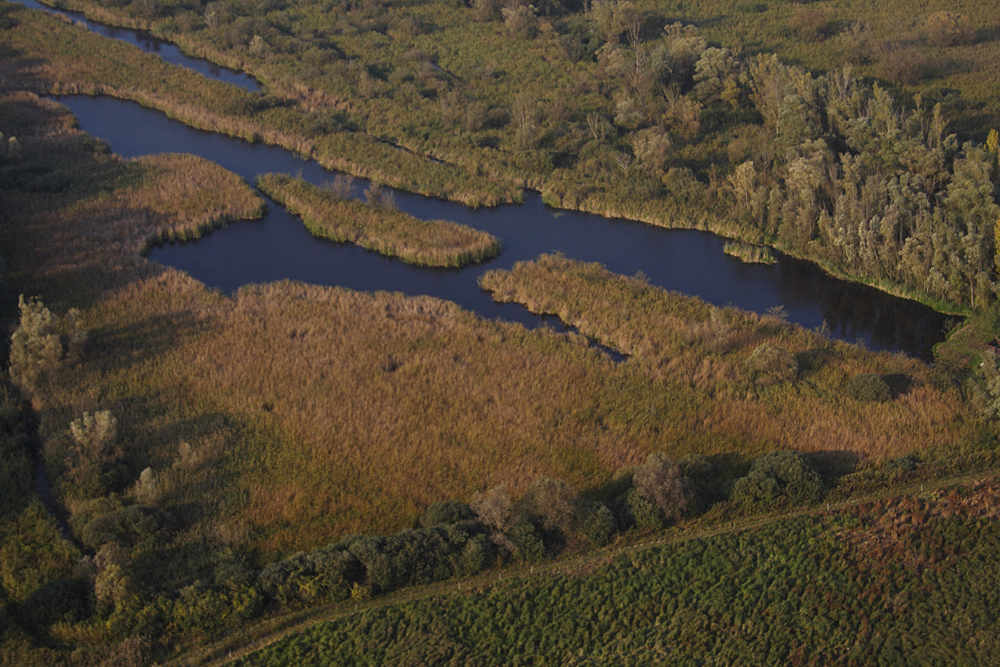
Le marais où fut découvert l'enfant sauvage de Kapuvár.

István est le nom d'un enfant sauvage découvert en 1749 près de Kapuvár, dans le nord-ouest de la Hongrie. 

## Biographie
Cet enfant sauvage, qui recevra lors de son baptême le nom d'István (« Étienne »), est mentionné dans les registres de la paroisse de Kapuvár :
« Le 17 mars 1749, Ferenc Nagy et Mihály Molnár, pêcheurs de Kapuvár, ont attrapé, dans le marais qui s'étend entre la forêt royale et le lac de Harcsa (Király-tó), un garçon qui ressemblait à une bête sauvage, dont la forme était parfaitement humaine et qui pouvait avoir dix ans. On le conduisit au château. Comme l'enfant ne pouvait pas parler, on le baptisa sous condition, en introduisant dans la formule les mots : « Si tu es vraiment un homme ». »
István vivait nu, ne parlait pas, et se nourrissait de viande crue et d'herbes sauvages. Selon des témoins, c'était un excellent nageur et il était capable d'attraper des poissons sous l'eau pour se nourrir.
Pendant un an, il a été gardé au palais d'Esterházy, à Fertőd, mais s'est ensuite échappé. On ne le revit jamais.
L'écrivain hongrois Mór Jókai s'inspira de cette histoire pour écrire son roman Névtelen vár (« Le château sans nom »), paru en 1877.

### Télévision
- 2008 : Hany Istók legendája, documentaire de Szilveszter Siklósi[4].